# D’Orbigny-Kammratte
Die D’Orbigny-Kammratte (Ctenomys dorbignyi) ist eine Art der Kammratten. Die Art ist endemisch im Nordosten Argentiniens in den Provinzen Corrientes und Entre Ríos verbreitet.

## Merkmale
Die D’Orbigny-Kammratte erreicht eine Kopf-Rumpf-Länge von 19,0 bis 22,4 Zentimetern und eine Schwanzlänge von 8,6 bis 9,9 Zentimetern bei einem Gewicht von etwa 270 bis 380 Gramm, durchschnittlich etwa 330 Gramm. Die Hinterfußlänge beträgt 38,7 bis 43 Millimeter mit Klaue. Es handelt sich damit um eine vergleichsweise große Art der Gattung. Die Rückenfärbung ist gleichmäßig braun. Die Bauchseite ist hellbraun bis sandfarben ohne Kragen oder andere Einfärbungen.
Der Schädel ist kräftig gebaut und länglich mit einer vergleichsweise großen Schnauzenregion. Die oberen Schneidezähne sind leicht vorstehend (proodont). Im Vergleich zu einigen anderen Arten der Chaco-Region sind der Zwischenaugenbereich und auch die Jochbogenweite etwas schmaler und die Paukenblasen sind vergrößert.
Der Karyotyp besteht aus einem doppelten Chromosomensatz von 2n = 70 (FN=80 bis 84) Chromosomen. Die Spermien sind symmetrisch.

## Verbreitung

Verbreitungsgebiet der D’Orbigny-Kammratte

Das Verbreitungsgebiet der D’Orbigny-Kammratte ist auf den Nordosten von Argentinien beschränkt, wo die Art endemisch vorkommt und nur in den Provinzen Corrientes und Entre Ríos nachgewiesen ist.

## Lebensweise
Über die Lebensweise der Art liegen kaum Informationen vor. Sie lebt wie alle Kammratten weitgehend unterirdisch in Gangsystemen und ernährt sich vegetarisch von der verfügbaren Vegetation. Als Lebensraum nutzt sie offene sandige Bereiche zwischen Waldgebieten. Die Bestandsdichten sind im südlichen Bereich höher als im nördlichen, und die Populationsgrößen schwanken abhängig von den jährlichen Niederschlagsmengen.
Die Tiere sind Einzelgänger (solitär) oder semi-sozial mit wenig ausgeprägten sozialen Bindungen zu verwandten Tieren und Nachbarn. Die Weibchen gebären Würfe aus ein bis drei Jungtieren; über die Fortpflanzung liegen darüber hinaus keine Angaben vor.

## Systematik
Die D’Orbigny-Kammratte wird als eigenständige Art innerhalb der Gattung der Kammratten (Ctenomys) eingeordnet, die aus etwa 70 Arten besteht. Die wissenschaftliche Erstbeschreibung der Art stammt von den argentinischen Zoologen Julio Rafael Contreras und A.N.C. Contreras aus dem Jahr 1984, die sie anhand von Individuen aus dem Departamento Berón de Astrada in der Provinz Corrientes beschrieben. Aufgrund von molekularbiologischen Daten wird sie der  torquatus-Gruppe um die Halsband-Kammratte (Ctenomys torquatus) zugerechnet. Taxonomische Unsicherheit besteht in der Abgrenzung zur Goya-Kammratte (Ctenomys perrensi) und zur Roig-Kammratte (Ctenomys roigi) aufgrund der hohen Häufigkeit von Hybridisierungen sowohl bei den Populationen als auch bei den Arten.
Innerhalb der Art werden neben der Nominatform keine Unterarten unterschieden.
Benannt wurde die Art nach dem französischen Paläontologen Alcide Dessalines d’Orbigny (1802–1857).

## Status, Bedrohung und Schutz
Die D’Orbigny-Kammratte wird von der International Union for Conservation of Nature and Natural Resources (IUCN) als Art der Vorwarnliste („near threatened“) eingeordnet. Die Art kommt zwar in ihrem kleinen Verbreitungsgebiet mit drei disjunkten Teilpopulationen relativ häufig vor, ihre Gesamt-Besiedlungsfläche wird jedoch auf weniger als 500 km² geschätzt. Zu den Bestandsentwicklungen gibt es keine Angaben.
Im nördlichen Teil des Verbreitungsgebietes gilt die Art als Schädling aufgrund ihres Eindringens in landwirtschaftliche Flächen und ihres Verzehrs von Gemüsekulturen. Ihre Höhlen stellen zudem eine Gefahr für Hauspferde in der Region dar, weshalb sie im Rahmen der Schädlingsbekämpfung bejagt wird.

## Belege
1. 1 2 3 4 5 6 7 8 9 10 11  
D’Orbigny’s Tuco-tuco. In: T.R.O. Freitas: Family Ctenomyidae In: Don E. Wilson, T.E. Lacher, Jr., Russell A. Mittermeier (Hrsg.): Handbook of the Mammals of the World: Lagomorphs and Rodents 1. (HMW, Band 6) Lynx Edicions, Barcelona 2016, S. 521. ISBN 978-84-941892-3-4.
2. ↑  
Carina F. Argüelles, Pablo Suárez, Mabel D. Giménez, Claudio J. Bidau: Intraspecific chromosome variation between different populations of Ctenomys dorbignyi (Rodentia, Ctenomyidae) from Argentina. Acta Theriologica 46 (4), 2001; S. 363–373.
3. 1 2 3  
 Ctenomys dorbignyi. In: Don E. Wilson, DeeAnn M. Reeder (Hrsg.): Mammal Species of the World. A taxonomic and geographic Reference. 2 Bände. 3. Auflage. Johns Hopkins University Press, Baltimore MD 2005, ISBN 0-8018-8221-4.
4. ↑  
J.R. Contreras, A.N.C. Contreras: Diagnosis preliminar de una nueva especie de “anguyá-tutú” (género Ctenomys) para la provincia de Corrientes, Argentina (Mammalia, Rodentia). Historia Natural 4 (13), 1984; S. 131–132.
5. ↑  Beolens, Watkins & Grayson: The Eponym Dictionary of Mammals. Johns Hopkins University Press, Baltimore 2009, ISBN 978-0-8018-9304-9, S. 114 (D’Orbigny).
6. 1 2 3  
Ctenomys dorbignyi in der Roten Liste gefährdeter Arten der IUCN 2019. Eingestellt von: C.J. Bidau, 2016. Abgerufen am 20. April 2020.